# Mnesilochus haedulus
Mnesilochus haedulus är en insektsart som beskrevs av Carl Stål 1877. Mnesilochus haedulus ingår i släktet Mnesilochus och familjen Phasmatidae. Inga underarter finns listade i Catalogue of Life.